# Iyad Allawi
Dr. Iyad Allawi (arabisk: إياد علاوي transliteration: Iyād `Allāwī), kan også skrives Ayad Allawi, (født 1945) er en irakisk politiker, og var premierminister i den midlertidige irakiske regering frem til valget i 2005. Allawi var en prominent politisk aktivist der levede i eksil i næsten 30 år. Han er politisk sekulær Shiamuslim. Han blev medlem af det Irakiske Regerende Råd der blev dannet af koalitionen af villige lande efter invasionen af Irak i 2003. Han blev Iraks første statsoverhoved siden Saddam Hussein da rådet opløstes 1. juni 2004, og valgt som premierminister af den irakiske overgangsregering. Hans periode som premierminister sluttede 7. april 2005 efter lederen af det islamiske Dawa-parti Ibrahim al-Jaafari blev valgt til posten af den nyvalgte irakiske nationalforsamling.
Allawi er tidligere medlem af Saddam Husseins Ba'ath parti. Allawi boede halvdelen af sit liv i Storbritannien af sikkerhedsårsager. Han overlevede et attentatforsøg 20. april 2005.